# Epidendrum diommum
Epidendrum diommum är en orkidéart som beskrevs av Eric Hágsater och Chocce. Epidendrum diommum ingår i släktet Epidendrum och familjen orkidéer. Inga underarter finns listade i Catalogue of Life.